# Oddvar Alstad
Oddvar Alstad, född 25 juni 1915 i Trondheim, död 31 januari 1956 i Oslo, var en norsk målare
Han studerade konst vid Statens håndverks- og kunstindustriskole i Oslo och för Axel Revold vid Statens Kunstakademi i Oslo 1943–1945 därefter följde ett antal studieresor till bland annat Sverige, Danmark, Italien och under en vistelse i Paris 1952 passade han på att studera för Fernand Léger. Han debuterade i en utställning som visades i Trondheim 1940 och var från 1945 en regelbunden utställare på Statens Kunstutstilling. Han var representerad i Nordisk Kunstforbunds utställning i Stockholm 1947 och i Papegøyen som visades på Kunstnernes Hus 1953. Separat ställde han ut på bland annat Kunstnerforbundet i Oslo 1950 och i ett arrangemang av Trondheim Kunstforening 1956. Vid sidan av sitt eget skapande var han verksam som bildpedagog vid Kunstskolen i Trondheim. Alstad är representerad vid Nasjonalgalleriet med ett självporträtt och målningen Predikanten samt vid Trondheim kunstmuseum.